# Alexander Caldwell
Alexander Caldwell, född 1 mars 1830 i Huntingdon County, Pennsylvania, död 19 maj 1917 i Kansas City, Missouri, var en amerikansk republikansk politiker. Han representerade delstaten Kansas i USA:s senat 1871–1873.
Caldwell deltog i mexikanska kriget och arbetade därefter först som banktjänsteman, sedan som företagare i Pennsylvania. Han flyttade 1861 till Leavenworth.
Caldwell efterträdde 1871 Edmund G. Ross som senator för Kansas. Han avgick 1873 och efterträddes av Robert Crozier. Caldwell arbetade som bankdirektör i Leavenworth 1897–1915. Han avled 1917 och gravsattes på Mount Muncie Cemetery i Leavenworth County.